# Sebastián Silguero
Sebastián Ariel Silguero (21 de enero de 1992; Formosa, Argentina) es un futbolista argentino. Se desempeña como defensor y actualmente se encuentra en Colegiales de la Primera Nacional de Argentina.

## Trayectoria
Participó en la Copa Libertadores Sub-20 de 2012 con el combinado de esa categoría de River Plate, alterno buenas participaciones, se consagraría campeón de esa copa  ganándole la final a Defensor Sporting de Uruguay. Fue el capitán del equipo.
Hizo su debut oficial en la derrota de River Plate 1-0 frente a Estudiantes de Caseros correspondiente a los 16avos de la Copa Argentina 2012/13. En julio del 2013 pasó a ser jugador de Tigre.

## Clubes
| Club                | País      | Año             |
| ------------------- | --------- | --------------- |
| River Plate         | Argentina | 2013            |
| Tigre (cedido)      | Argentina | 2013 - 2016     |
| Barracas Central    | Argentina | 2016            |
| Club Comunicaciones | Argentina | 2017 - presente |

## Estadísticas
| Club                  | Temporada           | Div.                | Liga | Liga | Copas Nacionales * | Copas Nacionales * | Copas Internacionales | Copas Internacionales | Total | Total |
| Club                  | Temporada           | Div.                | PJ   | G    | PJ                 | G                  | PJ                    | G                     | PJ    | G     |
| --------------------- | ------------------- | ------------------- | ---- | ---- | ------------------ | ------------------ | --------------------- | --------------------- | ----- | ----- |
| River Plate Argentina |                     |                     |      |      |                    |                    |                       |                       |       |       |
| 2012-13               | 1.ª                 | 0                   | 0    | 1    | 0                  | 0                  | 0                     | 1                     | 0     |       |
| Total                 | Total               | 0                   | 0    | 1    | 0                  | 0                  | 0                     | 1                     | 0     |       |
| Tigre Argentina       | 2013-2014           | 0                   | 0    | -    | -                  | 0                  | 0                     | 0                     | 0     | 0,00  |
| Tigre Argentina       | Total               | Total               | 0    | 0    | 0                  | 0                  | 0                     | 0                     | 1     | 0     |
| Tigre Argentina       | Total en su carrera | Total en su carrera | 0    | 0    | 1                  | 0                  | 0                     | 0                     | 1     | 0     |

- (*) Copa Argentina.

## Palmarés

### Campeonatos internacionales
| Título                   | Club        | País      | Año  |
| ------------------------ | ----------- | --------- | ---- |
| Copa Libertadores Sub-20 | River Plate | Argentina | 2012 |